# International Cocoa Initiative
L' International Cocoa Initiative ( ICI ) est une organisation à but non lucratif basée à Genève, créée en 2002, financée par les principaux fabricants de chocolat, qui se concentre sur la lutte contre le travail des enfants dans la production de cacao en Afrique de l'Ouest. L'ICI collabore avec les communautés, les agriculteurs, les syndicats, l'industrie du cacao et du chocolat, ainsi que la société civile et les gouvernements des pays producteurs de cacao. L'organisation dispose de deux bureaux nationaux en Afrique, à Abidjan et à Accra.

## Histoire
L' International Cocoa Initiative est créée en 2002 pour répondre à une partie de l'article 5 (création d'une fondation commune) du Protocole Harkin-Engel, un accord international visant à mettre fin aux pires formes de travail des enfants et de travail forcé dans la production de cacao.
ICI est présente en Côte d'Ivoire et au Ghana depuis 2007. Au niveau communautaire, l'ICI mène des activités de sensibilisation sur le travail des enfants et les droits de l'enfant et travaille dans les domaines de l'éducation, de la santé, de l'eau et de l'assainissement et des moyens de subsistance en milieu rural. Ils encourage la diligence raisonnable dans les chaînes d'approvisionnement du cacao en intégrant des systèmes de surveillance et de remédiation du travail des enfants, en formant les agriculteurs et les acteurs de la chaîne d'approvisionnement, et en s'engageant dans des programmes de certification et des normes de durabilité. Au niveau national, l'ICI donne des formations sur la protection de l'enfance et la lutte contre le travail des enfants à divers acteurs tels que les entreprises de chocolat, les négociants, les transformateurs de cacao, les fournisseurs, les coopératives agricoles, les autorités nationales, les services de vulgarisation et les ONG locales. Ces formations visent à renforcer leur compréhension et leur capacité à prévenir et à combattre le travail des enfants. Sur le plan international, l'ICI recueille des données, informations et études de cas pour appuyer le développement de politiques et d'initiatives en faveur d'une production durable de cacao, tout en améliorant les conditions de vie des enfants impliqués.
En 2015, l'organisation obtient un financement de 4,5 millions dollars auprès du gouvernement américain pour lutter contre le travail en Côte d'Ivoire.